# Ouakuy
Ne doit pas être confondu avec Wakuy.
Ouakuy, également orthographié Wakuy, est une commune rurale située dans le département de Béréba de la province de Tuy dans la région des Hauts-Bassins au Burkina Faso.

## Géographie
Ouakuy se trouve à 7 km au nord-est de Béréba.

## Économie
Bien que proche de la ligne d'Abidjan à Ouagadougou, la commune ne bénéficie pas directement de retombées économiques de son passage sur son territoire.

## Santé et éducation
Ouakuy accueille un centre de santé et de promotion sociale (CSPS).